# Imam xiïta
Un imam xiïta (en àrab إمام, imām, "guia", "aquell que està davant") és el guia espiritual i temporal de la comunitat islàmica xiïta, on gaudeix d'una importància jeràrquica que no té l'imam en l'islam sunnita, on només representa la persona que dirigeix la pregària comunitària.
Segons el xiisme la humanitat necessita un guia espiritual per a transmetre l'exegesi de l'Alcorà i actualitzar el missatge profètic segons les condicions de l'època. Es considera que l'imam té el coneixement (ilm) directament per il·luminació divina, té el saber esotèric (batin), deté la veritat absoluta i és infal·lible.
En el xiïsme imamita els imams porten sovint el títol de mul·là o d'aiatol·là.

## Imamat xiïta
El fonament del xiisme reposa en la creença que Alí ibn Abi-Tàlib, gendre i cosí de Muhàmmad, havia estat escollit pel Profeta per tal de succeir-lo.

### Llista dels imams xiïtes imamites
La llista abasta des de la mort del profeta Muhàmmad (632) fins a l'ocultació del darrer i dotzè imam (940).
- Alí ibn Abi-Tàlib (632-661)
- Al-Hàssan ibn Alí (661-669)
- Al-Hussayn ibn Alí (669-680)
- Alí Zayn-al-Abidín (680- 714)
- Muhàmmad al-Bàqir (714-733)
- Jàfar as-Sàdiq (733-765)
- Mussa al-Kàdhim (765-799)
- Alí ar-Ridà (799-818)
- Muhàmmad Jawad at-Taqí (818-835)
- Alí an-Naqí (835-868)
- Al-Hàssan al-Askarí (868-874)
- Muhàmmad al-Mahdí (874-940).

### Llista dels imams xiïtes ismaïlites
- Alí ibn Abi-Tàlib (632-661)
- Al-Hàssan ibn Alí (661-669)
- Al-Hussayn ibn Alí (669-680)
- Alí Zayn-al-Abidín (680- 714)
- Muhàmmad al-Bàqir (714-733)
- Jàfar as-Sàdiq (733-765)
- Ismaïl ibn Jàfar (765-775)

### Successió dels imams xiïtes
- Els nombres són els de l'ordre de successió, en xifres romanes pels xiïtes imamites i en xifres àrabs pels xiïtes ismaïlites mustalites.
- Les dates són les del del regnat

```
Ancestres : 
quraixites

└I/1┬
Alí ibn Abi-Tàlib
, marit de 
Fàtima az-Zahrà
, filla de 
Muhàmmad
 (652-661)
│
Alides

├─┬
Muhàmmad ibn al-Hanafiyya
 (
Ocultació
)
│ └──
Kaysanites

├II┬
al-Hàssan ibn Alí
 (661-669)
│  │
Hassànides

│  ├─┬Al-Hàssan
│  │ └─┬Abd-Al·lah
│  │   ├─┬Jàfar
│  │   │ └──
Xerifs del Sus

│  │   ├──
Muhàmmad an-Nafs az-Zakiya
 “al-Mahdí”
│  │   ├─┬Mussa al-Jawn
│  │   │ └──
Xerifs de la Meca

│  │   ├─┬Ibrahim al-Hadi
│  │   │ └─┬Ismaïl ad-Dibagh
│  │   │   └─┬Ibrahim Tabataba
│  │   │     └─┬Tarjuman al-Qàssim ar-Rassí
 (860-893)
│  │   │       │
Zaidites del Iemen
 (
Raixidites
)
│  │   │       └─┬al-Hussayn (893-911)
│  │   │         └──Yahya al-Hadi al-Haqq (911-914)
│  │   ├─┬
Idrís
 (? -791)
│  │   │ └──
Idríssides

│  │   └─┬Sulayman
│  │     └──
Emirs de Tlemcen

│  └─┬Zayd ibn al-Hàssan
│    └─┬al-Hàssan
│      └─┬Muhàmmad
│        └─┬Zayd
│          └─┬al-Hàssan ibn Zayd
 (864-884)
│            └──
Zaydites del Tabaristan

└III/2┬
al-Hussayn ibn Alí
 (669-680)
  └IV/3┬
Alí Zayn-al-Abidín
 (680-712)
    ├─┬
Zayd ibn Alí
 (712-740)
    │ │
Zaidisme

    │ └──
Yahya ibn Zayd

    └V/4┬
Muhàmmad al-Bàqir
 (712-743)
        └VI/5┬
Jàfar as-Sàdiq
 (743-765)
             └VII┬
Mussa al-Kàdhim
 (765-799)
               │ └VIII┬
Alí ar-Ridà
 (799-818)
               │      └IX┬
Muhàmmad al-Jawad
 (818-839)
               │         └X┬
Alí al-Hadi
 (839-868)
               │           └XI┬
al-Hàssan al-Askarí
 (868-874)
               │              ├XII─
Muhàmmad al-Mahdí
 (oc. en 874) (
Ocultació
, fi dels 
imamites
)
               │              └─┬
Ibn Nussayr

               │                └──
Nusayrites/alauites

               │
Ismaïlites

               └6┬
Ismaïl ibn Jàfar
 (-760)
                 └7┬
Muhammad al-Maktûm
 (ocult) (-813)
                   └8┬
Abd-Al·lah al-Wafí
 (ocult) (813-828)
                     └9┬
Muhàmmad at-Taqí
 (ocult) (828-840)
                       └10┬
Abd-Al·lah ar-Radí
 (ocult) (840-881)
                          │
Càrmates

                          └11┬
Ubayd-Al·lah al-Mahdí
 (881-934)
                             │
Fatimites

                             ├12─
al-Qàïm bi-Amr-Al·lah
 (934-946)
                             └13┬
al-Mansur
 (946-952)
                                └14┬
al-Muïzz li-Din-Al·lah
 (952-975) 
                                   └15┬
al-Aziz bi-L·lah
 (975-996)
                                      └16┬
al-Hàkim bi-Amr-Al·lah
 (996-1021) (
Ocultació
) 
Drusos

                                         └17┬
Alí adh-Dhàhir
 (1021-1036)
                                            └18┬
al-Mustànsir bi-L·lah
 (1036-1094)
                                               ├19┬
Nizar
 (1094- ?)
                                               │  └──
Nizarites

                                               ├19┬
al-Mustalí
 (1094-1101)
                                               │  │
Mustalites

                                               │  └20┬
Mansur al-Àmir bi-Ahkam-Al·lah
 (1101-1130)
                                               │     └─┬At-Tàyyib
                                               │       └──
Tayyíbides

                                               └─┬
Muhàmmad

                                                 └21┬
Abd-al-Majid al-Hàfidh
 (1130-1149)
                                                    ├22┬
adh-Dhàfir
 (1149-1154)
                                                    │  └23─
al-Fàïz
 (1154-1160)
                                                    └─┬Yússuf
                                                      └24─
al-Àdid
 (1160-1171) (
fi dels
 
fatimites
)
```